# 이코노미톡뉴스
이코노미톡뉴스는 서울시에 종합인터넷신문 매체로 등록된 온라인신문이다. (주)'경제풍월미디어(經濟風月 MEDIA)는 (구)경제풍월이 운영한 월간지 사업을 인수해 현재는 종합인터넷신문으로 '이코노미톡뉴스'를 운영하고 있다.
2019년을 기준으로 창간 20주년을 맞이하고 있는 '이코노미톡뉴스'는 매일경제신문 공채1기로 편집고문까지 지냈던 경제풍월(월간지, 1999년 9월 창간호 발간)를 창간한 배병휴 씨를 창업인(회장)으로 모시고 있다.
이코노미톡뉴스 매체는 담백하고 솔직하고 중립적인 논평을 신조로 국내외 관련 이슈를 국내외 주요 포털 사이트의 뉴스 카데고리를 중심으로 기사를 송출하고 있다.

## 같이 보기
- 경제풍월미디어
- 경제풍월